# 皮特·马特·德安吉拉
皮特·马特·德安吉拉（Peter Martyr d'Anghiera，1457年2月2日—1526年10月），文艺复兴时期欧洲人文主义者和军人。作为教师效力于西班牙宫廷。由于被任命为负责西班牙美洲殖民地的行政官员，他接见过许多探险家（包括哥伦布），他所著的《新世界》（1511年至1530年）是最早出版的关于美洲的重要叙述。此书于1555年被翻译成英语。

## 扩展阅读
- Hartig, Otto. . . vol. IX New Advent online reproduction. New York: Robert Appleton and Company. 1910  [2007-09-11]. （原始内容存档于2021-04-17）.
- Lampin, Didier. . La Martinique à la carte... n.d.  [2007-09-11]. （原始内容存档于2007-05-25）. （法文）
- Martyr D'Anghiera, Peter. . Francis MacNutt (trans.) Project Gutenberg reproduction. 1912 [ca. 1504–1526]  [2007-09-11]. （原始内容存档于2011-09-16）.